# Tête de bœuf et Visage de cheval

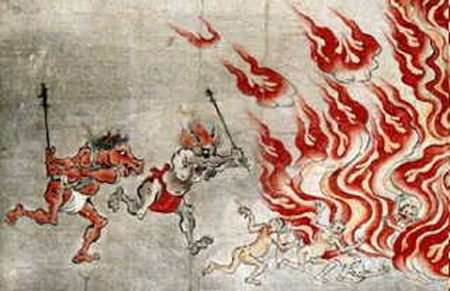
Tête de bœuf et Visage de cheval dans les Rouleaux des enfers au Musée national de Nara.

Tête de bœuf, Visage de cheval (chinois simplifié : 牛头马面 ; chinois traditionnel : 牛頭馬面 ; pinyin : niútóu mǎmiàn ; Wade : niu²-t'ou² ma³-mien⁴) est une histoire à propos de deux personnages, Tête de bœuf (牛头 / 牛頭, niútóu, Wade : niu²-t'ou², « tête de bœuf ») et Visage de cheval (马面 / 馬面, mǎmiàn, Wade : ma³-mien⁴, « visage de cheval ») sont deux gardiens et assistants du second juge du Diyu, correspondant à l'Au-delà ou à l'Enfer dans la mythologie chinoise. Comme l'indiquent leurs noms, tous deux ont des corps humains, mais Tête de bœuf possède la tête d'un bœuf, tandis que Visage de cheval a celle d'un cheval. Ils sont les premiers êtres que l'âme d'un mort rencontre à l'entrée du monde souterrain ; dans de nombreuses histoires, ils escortent directement les morts jusqu'au Diyu. Dans la mythologie japonaise, Tête de bœuf et Visage de cheval sont connus sous les noms de Gozu et Mezu, respectivement, la traduction japonaise est (tête de bœuf et tête de cheval (牛頭馬頭, gozu mezu).

## Rôle

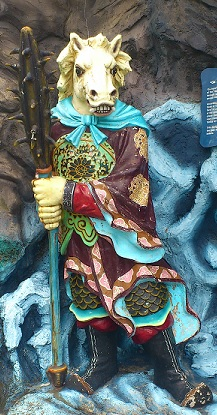
Statue de Visage de cheval à Haw Par Villa à Singapour.

Dans leurs fonctions de gardiens du Diyu, ou royaume des morts, leur rôle est de saisir les âmes humaines parvenues au terme de leur existence terrestre, pour les amener devant les tribunaux des Enfers. Les âmes sont alors récompensées en fonction des actions accomplies de leur vivant. 
Tête de bœuf et Visage de cheval jouent aussi le rôle de messagers du roi des Enfers, Yanluowang. Tête de bœuf a d'ailleurs été « créé » par ce dernier, pris de pitié par l'arrivée d'un bœuf récemment mort, qui avait travaillé dur toute sa vie : il en fit l'un de ses fidèles serviteurs.

## Représentations

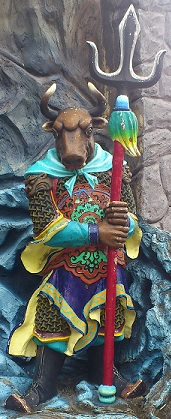
Statue de Tête de bœuf à Haw Par Villa, à Singapour.

Visage de cheval est le plus souvent représenté se tenant à droite de Yan Luo Wang, sous une apparence humanoïde, avec une tête de cheval blanc, dans une apparence de défiance mettant l'accent sur la respiration. Il porte généralement sur lui de nombreux charmes magiques et talismans, et tient un trident. 

## DansLa Pérégrination vers l'Ouest
Dans le roman Chinois classique La Pérégrination vers l'Ouest, Tête de bœuf et Visage de cheval sont envoyés pour capturer Sun Wukong, mais il les surpasse et les terrorise, les poussant à fuir. Ce dernier trouve ensuite l'entrée dans le monde souterrain, et passe à travers tous ses noms et ceux de ses adeptes dans l'enregistrement de la vie des âmes, d'où l'octroi de l'immortalité pour lui et ses disciples. 

## Analyse
Ces deux créatures illustrent le rôle psychopompe attribué au cheval dans de nombreuses régions du monde.

## Mythologie comparée
André Leroi-Gourhan note des points communs entre des créatures à têtes animales dans la mythologie chinoise et la mythologie japonaise : Bato Kanzeon, soit « Kanzeon à la Tête de cheval », est une divinité bouddhique réputée guérir les maladies d'origine maléfique. Le Dieu de la mort Yama peut être représente ou décrit avec une tête de buffle ou de taureau. Il postule qu'une synthèse initiatique a eu lieu au Japon, entre bouddhisme et shintoïsme.